# 维塔列·格鲁沙克
维塔列·格鲁沙克（羅馬尼亞語：Vitalie Grușac，1977年9月11日—），摩尔多瓦男子拳击运动员。他曾代表摩尔多瓦参加2000年、2004年和2008年夏季奥林匹克运动会拳击比赛，其中2000年奥运会获得一枚铜牌。